# Lathromeromyia baltazarae
Lathromeromyia baltazarae is een vliesvleugelig insect uit de familie Trichogrammatidae. De wetenschappelijke naam is voor het eerst geldig gepubliceerd in 1990 door Barrion & Litsinger.